# Grundy County (Illinois)
Grundy County is een county in de Amerikaanse staat Illinois.
De county heeft een landoppervlakte van 1.088 km² en telt 37.535 inwoners (volkstelling 2000). De hoofdplaats is Morris.